# Alejandro Olavarría Olavarría
Alejandro Olavarría Olavarría (Erandio, 1896 - Sevilla, 28 de juny de 1958) fou un director de cinema biscaí. Treballava com a rellotger, però de ben jove es va interessar pel cinema i el 1923 es va formar a l'Acadèmia bilbaïna de Cinematografia. El 1924 va fundar la productora Hispania Film i va escriure els guions de Lolita la huérfana i d' Un drama en Bilbao, pel·lícula de la que també en va ser escenògraf i que es va estrenar amb èxit al Salón Gayarre.
Posteriorment va fundar Vizcaya Films amb Jerónimo Unibaso de soci capitalista. Amb la nova productora el 1925 va dirigir la pel·lícula sonora Martinchu Perugorría en día de romería. Tanmateix la pel·lícula fou un fracàs i Unibaso es va retirar del projecte. Després d'això va entrar a treballar a Altos Hornos de Vizcaya i el 1928 es traslladà a Madrid per treballar a Casa Burroughs i no va tornar a dirigir.

## Filmografia
- Martinchu Perugorría en día de romería (1925)
- Un drama en Bilbao (1924)
- Lolita la huérfana (1924)